# Maciej Zdanowicz
Maciej Henryk Zdanowicz (ur. 1982 w Dębicy) – polski artysta intermedialny, teoretyk sztuki, doktor sztuki, wykładowca Wydziału Sztuki Uniwersytetu Jana Kochanowskiego w Kielcach. Pracuje w obszarze nowych mediów, zwłaszcza obrazu cyfrowego i dźwięku oraz grafiki projektowej. Jego dorobek obejmuje przede wszystkim graficzne interpretacje wybranych utworów muzycznych, pejzaży dźwiękowych, ale również publikacje naukowe i krytyczne z zakresu polskiej sztuki XX w., muzyki wizualnej i sztuki dźwięku, sztuki cyfrowej.  
Autor ponad 10 wystaw indywidualnych, uczestnik blisko 100 prezentacji zbiorowych, kurator projektów artystycznych, wykłada gościnnie w polskich i zagranicznych uczelniach (m.in. w Bułgarii, Chinach, na Słowacji, Ukrainie). Laureat nagród (m.in. stypendium artystycznego Prezydenta Miasta Łodzi w 2017 r., wyróżnienia honorowego na I Ogólnopolskiej Wystawie Rysunku Studenckiego w Toruniu w 2008 r., nagrody Miejskiej Galerii Sztuki w Łodzi w XXIII Konkursie im. Władysława Strzemińskiego w 2006 r.). W 2018 r. powołany przez Ministra Kultury i Dziedzictwa Narodowego na członka Rady Muzeum przy Muzeum Narodowym w Kielcach. Członek międzynarodowego zespołu redakcyjnego pisma naukowego „Visual Studies”, wydawanego przez Uniwersytet Św. Cyryla i Św. Metodego w Veliko Tarnovo (Bułgaria). W 2020 odznaczony Brązowym Krzyżem Zasługi.

## Życiorys
W latach 1997–2002 uczył się w Państwowym Liceum Sztuk Plastycznych im. Artura Grottgera w Supraślu. Następnie podjął studia w Akademii Sztuk Pięknych im. Władysława Strzemińskiego w Łodzi, początkowo na Wydziale Edukacji Wizualnej, a następnie Grafiki i Malarstwa, gdzie w 2007 r. uzyskał dyplom z wyróżnieniem w Pracowni Grafiki Reklamowej i Propagandowej prof. Bogusława Balickiego oraz Pracowni Malarstwa i Rysunku prof. Romany Hałat. W latach 2007–2016 pracował na stanowisku asystenta w Pracowni Obrazu dr hab. Aleksandry Gieragi na Wydziale Sztuk Wizualnych macierzystej Uczelni, a do 2019 r. wykładał na Doktoranckich Studiach Środowiskowych. W 2015 r. uzyskał stopień doktora sztuki na Wydziale Pedagogicznym i Artystycznym Uniwersytetu Jana Kochanowskiego w Kielcach, gdzie w 2016 r. rozpoczął pracę na stanowisku adiunkta w Instytucie Sztuk Pięknych (obecnym Instytucie Sztuk Wizualnych). W latach 2016–2019 pełnił funkcję wicedyrektora ds. kształcenia. Od 2019 r. Prodziekan ds. kształcenia i współpracy z zagranicą na Wydziale Sztuki. 